# Vernoniinae
Vernoniinae Cass. ex Dumort., 1829 è una sottotribù di piante angiosperme dicotiledone della famiglia delle Asteraceae.

## Etimologia
ll nome di questo gruppo deriva dal suo genere più importante Vernonia Schreb., 1791 il cui nome a sua volta è stato dato in ricordo del botanico inglese William Vernon morto nel 1711. ll nome scientifico ed è stato definito dai botanici Barthélemy Charles Joseph Dumortier (Tournai, 3 aprile 1797 – 9 giugno 1878), botanico, naturalista e politico belga e Alexandre Henri Gabriel de Cassini (1781 – 1832), botanico e naturalista francese, nella pubblicazione "Analyse des Familles de Plantes: avec l'indication des principaux genres qui s'y rattachent. Tournay - 31. 1829" del 1829.

## Descrizione

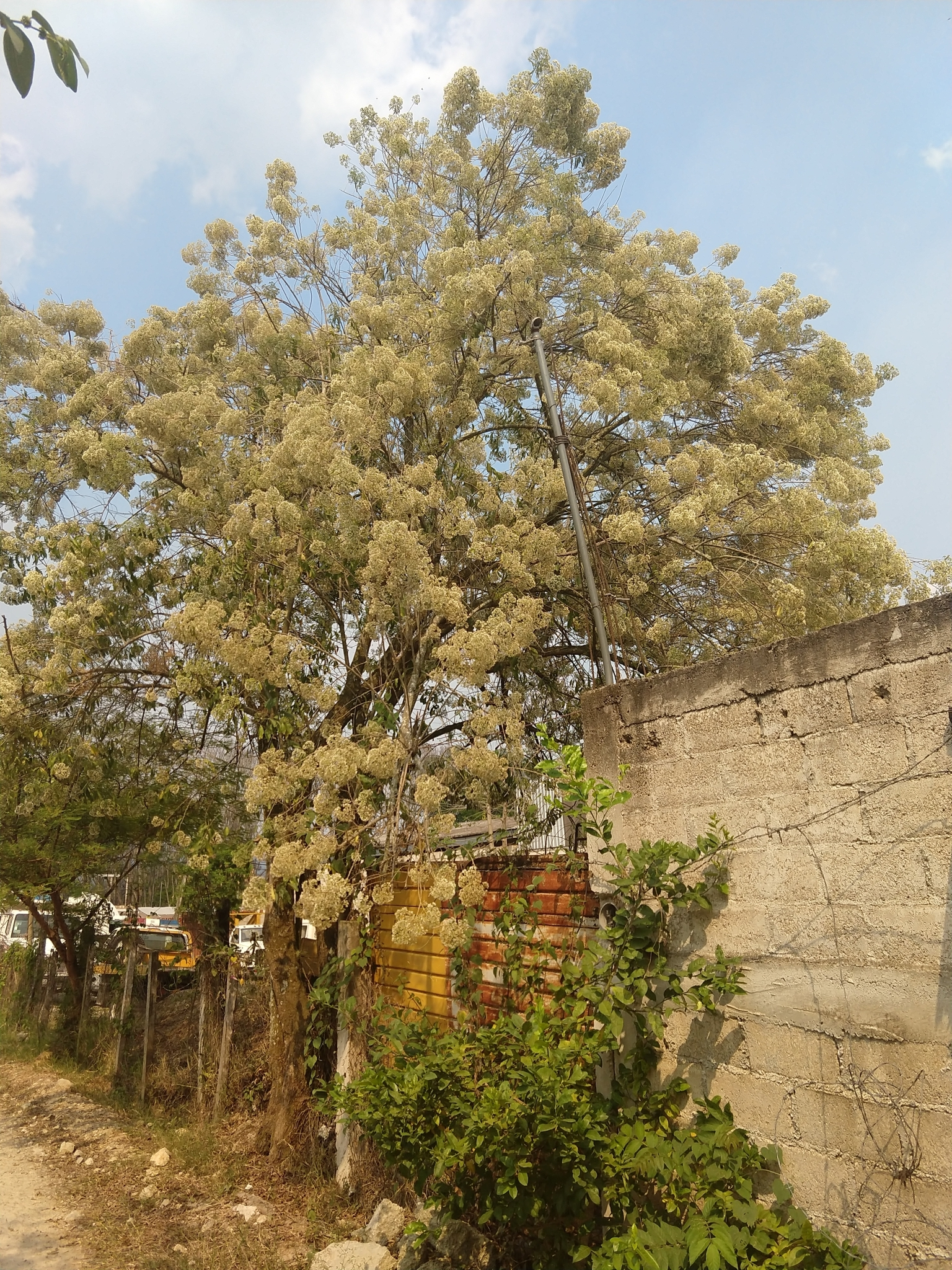
Il portamento
Vernonanthura cordata

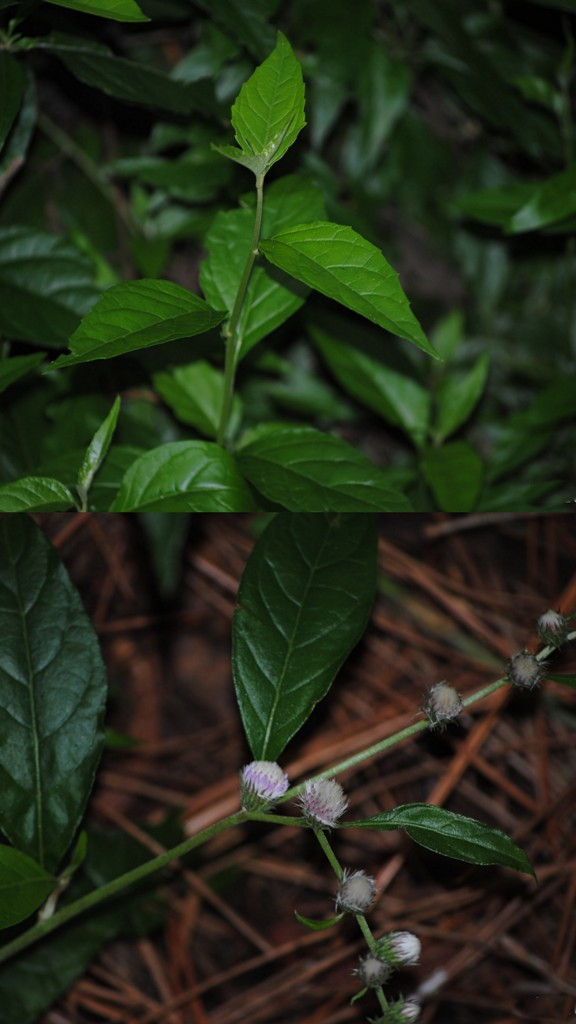
Le foglie
Cyrtocymura scorpioides

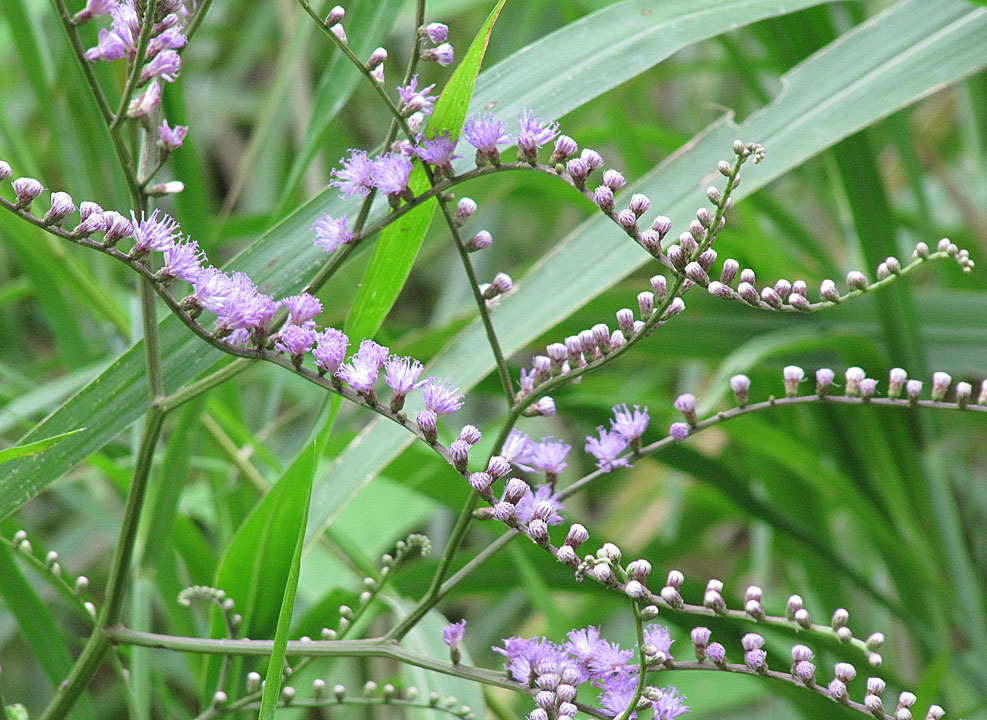
Infiorescenza
Eirmocephala brachiata

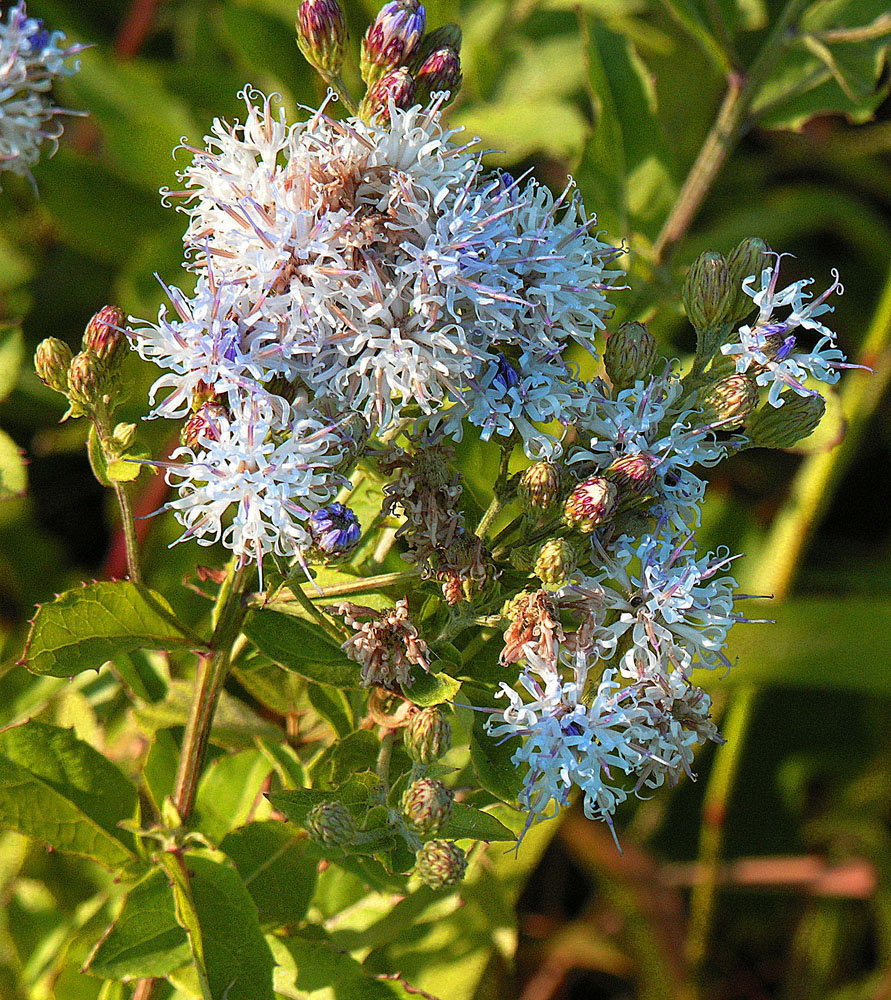
I fiori
Vernonia galamensis

L'habitus delle specie di questa sottotribù è in prevalenza di tipo arbustivo (sono presenti anche alberi , vigne e erbe) con superfici sia glabre che densamente pubescenti (sono presenti sia peli semplici che peli a forma di "T"). I generi arbustivi sono: Vernonia, Vernonanthura, Cololobus, Trepadonia, Dasyanthina e Quechualia; gli altri fondamentalmente sono più o meno erbacei. La parte ipogea del fusto può essere un rizoma (Vernonia) o anche tuberosa (Vernonanthura). Gli organi interni di queste piante contengono lattoni sesquiterpenici.
Le foglie lungo il fusto sono disposte in modo alterno (a parte alcune specie con foglie disposte in modo opposto come nel genere Trepadonia). La lamina è intera a forma lanceolata (Cololobus, Dasyanthina o Quechualia), ma sono presenti anche altre forme di lamina (lineari in Vernonia). Le venature sono di tipo pennato.
Le infiorescenze sono di vario tipo: monocefale o con molti capolini, sia corimbose che di tipo tirsoide (= pannocchia), sia cimose (terminali) o ascellari, in tutti i casi con capolini separati. I capolini sono composti da un involucro formato da diverse brattee (vedi tabella per il numero) che fanno da protezione al ricettacolo sul quale s'inseriscono i fiori tubulosi. Gli involucri sono formati da brattee persistenti; queste possono essere anche mucronate. Il ricettacolo è piano e privo di pagliette a protezione della base dei fiori.
I fiori (vedi tabella per il numero) sono tetra-ciclici (ossia sono presenti 4 verticilli: calice – corolla – androceo – gineceo) e pentameri (ogni verticillo ha in genere 5 elementi). I fiori sono inoltre ermafroditi e actinomorfi (raramente possono essere zigomorfi).
- Formula fiorale:

*/x K {\displaystyle \infty }, [C (5), A (5)], G 2 (infero), achenio
Calice: i sepali del calice sono ridotti ad una coroncina di squame.
Corolla: le corolle dei fiori tubulosi in genere sono regolari a 5 lobi terminali; i lobi sono pelosi all'interno e appena incurvati all'esterno. Il colore è normalmente lavanda, rosa, viola, porpora o bianco.
Androceo: gli stami sono 5 con filamenti liberi e distinti, mentre le antere sono saldate in un manicotto (o tubo) circondante lo stilo.  Le basi delle antere sono caudate o prive di coda e ricoperte di ghiandole. Il polline è tricolporato (con tre aperture sia di tipo a fessura che tipo isodiametrica o poro) e echinato (con punte), inoltre la parte più esterna dell'esina è parzialmente sollevata a forma di creste e depressioni (polline "lophato").
Gineceo: lo stilo è filiforme. La base dello stilo è con nodi. Gli stigmi dello stilo sono due divergenti, sono sottili, appuntiti e pelosi.  L'ovario è infero uniloculare formato da 2 carpelli. Gli stigmi hanno la superficie stigmatica interna.
I frutti sono degli acheni con pappo. Gli acheni sono per lo più cilindrici (non bicornuti e raramente compressi) o a forma prismatica. Sono provvisti di rafidi subquadrati o allungati ma privi di fitomelanina; in alcune specie sono presenti anche tessuti di tipo idioblasto. Il pappo spesso è doppio con due serie di setole (raramente si presenta con una coroncina).

### Struttura dell'involucro, del capolino e dell'achenio
| Genere        | Numero brattee dell'involucro | Numero fiori per capolino | Numero coste/angoli dell'achenio |
| ------------- | ----------------------------- | ------------------------- | -------------------------------- |
| Cololobus     | circa 35 in 4 - 6 serie       | 20 - 30                   | 8 - 10 coste                     |
| Cyrtocymura   | 30 - 40 in circa 3 serie      | 14 - 30                   | 10 coste                         |
| Dasyanthina   | circa 60 in 5 - 6 serie       | circa 25                  | 8 - 10 coste                     |
| Eirmocephala  | 24 - 65 in circa 4 serie      | 7 - 35                    | 10 venature                      |
| Quechualia    | 60 - 90 in 5 - 6 serie        | 30 - 55                   | 8- 10 coste                      |
| Trepadonia    | circa 25 in circa 5 serie     | 8 - 10                    | 10 coste                         |
| Vernonanthura | 6 - 30 in 4 - 10 serie        | 4 - 30                    | 8 - 10 coste                     |
| Vernonia      | circa 50 in 5 - 6 serie       | 8 - 120                   | 5 - 10 coste                     |

## Biologia
- Impollinazione: l'impollinazione avviene tramite insetti (impollinazione entomogama tramite farfalle diurne e notturne).
- Riproduzione: la fecondazione avviene fondamentalmente tramite l'impollinazione dei fiori (vedi sopra).
- Dispersione: i semi (gli acheni) cadendo a terra sono successivamente dispersi soprattutto da insetti tipo formiche (disseminazione mirmecoria). In questo tipo di piante avviene anche un altro tipo di dispersione: zoocoria. Infatti gli uncini delle brattee dell'involucro si agganciano ai peli degli animali di passaggio disperdendo così anche su lunghe distanze i semi della pianta.

## Distribuzione e habitat
La distribuzione delle specie di questa sottotribù è fondamentalmente sparsa tra il Centro e il Sud America (un genere è africano). L'habitat è vario, da temperato a tropicale.

## Tassonomia
La famiglia di appartenenza di questa voce (Asteraceae o Compositae, nomen conservandum) probabilmente originaria del Sud America, è la più numerosa del mondo vegetale, comprende oltre 23.000 specie distribuite su 1.535 generi, oppure 22.750 specie e 1.530 generi secondo altre fonti (una delle checklist più aggiornata elenca fino a 1.679 generi). La famiglia attualmente (2021) è divisa in 16 sottofamiglie.

### Filogenesi
Le piante di questo gruppo appartengono alla tribù Vernonieae Cass. della sottofamiglia Vernonioideae Lindl.. Questa classificazione è stata ottenuta ultimamente con le analisi del DNA delle varie specie del gruppo. Da un punto di vista filogenetico in base alle ultime analisi sul DNA la tribù Vernonieae è risultata divisa in due grandi cladi: Muovo Mondo e Vecchio Mondo. I generi di Vernoniinae appartengono al clade relativo all'America (a parte il genere Vernonia).
La sottotribù si distingue per i seguenti caratteri principali:
- le appendici delle antere hanno le pareti sottili, spesso con ghiandole o peli;
- il polline può essere "lophato", ma anche non "lophato".

Nell'ambito della tribù il gruppo delle Vernoniinae (insieme alle sottotribù Chrestinae e Lychnophorinae) è stato uno degli ultimi a evolversi (occupa quindi una posizione vicina al "core" della tribù). La sottotribù Vernoniinae non è monofiletica in quanto i suoi membri sono sparsi in più cladi. I generi Vernonia e
Vernonanthura formano un "gruppo fratello" con la sottotribù Chrestinae, mentre il genere Cyrtocymura è vicino alla sottotribù Lepidaploinae. In precedenza la tribù Vernonieae, e quindi la sottotribù di questo genere (Vernoniinae), era descritta all'interno della sottofamiglia Cichorioideae.
Il numero cromosomico delle specie di questa sottotribù è 2n = 30, 32, 34 e 36.

### Composizione della sottotribù
Questo gruppo comprende 8 generi e 440 specie.

| Genere                      | N. specie | Distribuzione                            | Alcuni caratteri |
| --------------------------- | --------- | ---------------------------------------- | --- |
| Cololobus H. Rob., 1994     | 4         | Brasile (orientale)                      | I lobi della corolla sono più corti della gola. |
| Cyrtocymura H. Rob., 1987   | 6         | Messico, Indie occidentali e Sud America | I piccioli delle foglie sono strettamente inseriti nei rami. - I capolini più vecchi sono decidui e lasciano solamente alcune brattee persistenti. - Le setole del pappo non sono clavate all'apice. - Le code delle teche delle antere non sono sclerificate. - Gli idioblasti sporgono dalla superficie degli acheni. |
| Dasyanthina H. Rob., 1993   | 2         | Brasile (orientale)                      | Internamente ai lobi della corolla sono presenti dei peli unicellulari. |
| Eirmocephala H. Rob., 1987  | 3         | dall'America centrale alle Ande          | I piccioli normalmente sono ampiamente alati alla base. - I capolini invecchiati non sono decidui. - Le setole del pappo sono più ampie all'apice. - Le code delle teche delle antere sono sclerificate. - Gli acheni sono privi di idioblasti.                                                                         |
| Quechualia H. Rob., 1993    | 4         | Dal Perù all'Argentina                   | La parte interna della gola della corolla è pubescente per peli, lunghi e snelli, multicellulari (i lobi sono glabri). |
| Trepadonia H. Rob., 1994    | 2         | Perù                                     | Le infiorescenze hanno un portamento strisciante ed hanno delle forme piramidali-tirsoidi su rami primari disposti a 90°. - I rami secondari hanno delle infiorescenze di tipo racemoso. |
| Vernonanthura H. Rob., 1992 | 76        | America tropicale                        | I lobi della corolla sono privi di peli. - Il portamento è raramente rampicante. - Gli acheni hanno dei rafidi subquadrati. |
| Vernonia Schreb., 1791      | 343       | America, Africa e Asia                   | Le infiorescenze sono formate da cime erette. - La base delle piante è decombente. - Non sono presenti fusti di tipo xilopodiale. |

Nota: rispetto ad un primo assetto (negli anni 80 del secolo scorso), questa sottotribù attualmente è stata notevolmente ridotta. Recentemente in base a studi sul DNA di tipo filogenetico la tribù è passata da 25 generi agli attuali 8. I generi esclusi sono i seguenti (tra parentesi il nuovo assetto):
- Albertinia K.P.J. Spreng, 1820 (Lychnophorinae)
- Chrysolaena  H.Rob (Lepidaploinae)
- Dipterocypsela  S.F.Blake (Dipterocypselinae)
- Echinocoryne  H.Rob (Lepidaploinae)
- Harleya  S.F.Blake (Lepidaploinae)
- Heterocypsela  H.Rob. (Dipterocypselinae).
- Lepidaploa  Cass. (Lepidaploinae)
- Lessingianthus  H.Rob (Lepidaploinae)
- Manyonia  H.Rob. (Dipterocypselinae)
- Mattfeldanthus  H.Rob. & R.M.King (Lepidaploinae)
- Pseudopiptocarpha  H.Rob. (Lepidaploinae)
- Stenocephalum  Sch. Bip.  (Lepidaploinae)
- Stilpnopappus  Mart. ex DC., (Lepidaploinae)
- Sparganophorus  Vaill. (Lepidaploinae - sinonimo di Struchium)
- Xiphochaeta  Poepp., (Lepidaploinae)
- Centrapalus Cass., 1817. Quest'ultimo genere è in posizione incerta in quanto è considerato un sinonimo di Vernonia, ma anche un genere della sottotribù Centrapalinae H.Rob..